# Canções de Amor e Liberdade
Canções de Amor e Liberdade é o décimo segundo álbum de estúdio do cantor, compositor e instrumentista brasileiro Taiguara, lançado no Brasil, no ano de 1983. É o primeiro álbum de Taiguara desde Imyra, Tayra, Ipy - Taiguara, de 1976. Entretanto, como este álbum foi recolhido pelos militares e os concertos de lançamento impedidos, Canções de Amor e Liberdade torna-se o primeiro álbum lançado e promovido no Brasil desde Fotografias, de 1973. Fecha-se um ciclo de dez anos de afastamento entre Taiguara e o público brasileiro. O álbum contém cunho político muito mais acentuado que os demais.

## Gravação e temática
É o primeiro álbum de Taiguara após seu longo afastamento forçado da música, consequência da censura prévia e recolhimento do disco Imyra, Tayra, Ipy - Taiguara, em 1976, somados às inúmeras ameaças dos militares a sua vida. Estes fatos levaram-no ao exílio na Inglaterra e, após, na Tanzânia. Canções de Amor e Liberdade foi gravado no Brasil após sua volta permitida pela Anistia. Chegando no Brasil, trazendo a carga de leituras dos revolucionários africanos (como Patrice Lumumba e Amílcar Cabral), Taiguara procura por organizações de esquerda, chegando a trabalhar como jornalista no Hora do Povo. Após isto, adere às ideias de Luiz Carlos Prestes. Em Canções de Amor e Liberdade, suas letras são muito mais politizadas que nos álbuns anteriores. Músicas como Anita, em homenagem a Anita Leocádia Prestes, Voz do Leste, em homenagem ao periódico dos comunistas alinhados a Luiz Carlos Prestes (comumente designados de Corrente Prestista), o Voz Operária, Mais Valia e Sol do Tanganica (essa lançada separadamente, em compacto), resgatando sua visão das lutas de libertação nacional em África, ganham destaque. O resgate a sua ascendência indígena também é relembrado em Guarânia Guarani e America Del Índio.

## Faixas
Todas as faixas escritas e compostas por Taiguara, exceto quando referenciado. 
| Lado A |                                                          |                                         |         |  |
| N.º    | Título                                                   | Compositor(es)                          | Duração |  |
| 1.     | "Anita"                                                  |                                         | 3:03    |  |
| 2.     | "Índia" (Tradução de Taiguara)                           | José Asunción Flores, M. Ortiz Guerrero | 4:55    |  |
| 3.     | "Voz do Leste" (Participação especial de Cacique & Pajé) |                                         | 2:20    |  |
| 4.     | "Mais Valia"                                             |                                         | 2:23    |  |
| 5.     | "Tchê Tajira"                                            |                                         | 3:25    |  |
| 6.     | "Moína me Sorriu"                                        |                                         | 2:56    |  |

| Lado B |                     |                                       |         |  |
| N.º    | Título              | Compositor(es)                        | Duração |  |
| 7.     | "O Amor da Justiça" |                                       | 2:34    |  |
| 8.     | "Estrela Vermelha"  | Taiguara e Glaciliano Correa Da Silva | 4:37    |  |
| 9.     | "Guarânia Guarani"  |                                       | 3:24    |  |
| 10.    | "Marília das Ilhas" |                                       | 2:55    |  |
| 11.    | "América Del Índio" |                                       | 2:58    |  |
| 12.    | "Avanzada"          | Oscar Nelson Safuan                   | 2:57    |  |

## Equipe

### Músicos
- Taiguara - Voz, piano, arranjo para cordas na faixa 1
- Lindolfo Gaya - arranjos para corda, coral e regências
- Oscar N. Safuán - violões, arranjo de base e direção rítmica
- Luis Bordón - harpa paraguaya
- Ubirajara Silva - Bandoneon
- Joelson Lima - côco, maracas, charango e violões na faixa 8
- Rubão - bangô, pandeiro e ganzá
- Gabriel J. Bahlis - contra-baixo elétrico

### Produção de Estúdio
- Lindolfo Gaya - direção musical
- Oscar N. Safuán  - produção
- Técnico de gravação de voz (Carlos Freitas) Sir Laboratório de Som e Imagem - Curitiba.